# Callodirphia
Callodirphia este un gen de molii din familia Saturniidae. 

## Specii
- Callodirphia arpi (Schaus, 1908)